# Ollie Tanner
Ollie Tanner (Bromley, 13 maggio 2002) è un calciatore inglese, attaccante del Cardiff City.

## Carriera
Tanner è cresciuto nel settore giovanile del Bromley ed ha debuttato in prima squadra nell corso della stagione 2019-2020 di National League. Successivamente è passato in prestito a Folkestone Invicta e Lewes, per poi essere acquistato a titolo definitivo dal Cardiff City nel 2022. Nel gennaio del 2023 è passato in prestito allo York City fino al termine della stagione.
Rientrato a Cardiff ha debuttato in Championship il 12 agosto nell'incontro perso 2-1 contro il QPR.

## Statistiche

### Presenze e reti nei club
Statistiche aggiornate al 3 novembre 2024.’’
| Stagione        | Squadra         | Campionato      | Campionato | Campionato | Coppe nazionali | Coppe nazionali | Coppe nazionali | Coppe continentali | Coppe continentali | Coppe continentali | Altre coppe | Altre coppe | Altre coppe | Totale | Totale |
| Stagione        | Squadra         | Comp            | Pres       | Reti       | Comp            | Pres            | Reti            | Comp               | Pres               | Reti               | Comp        | Pres        | Reti        | Pres   | Reti   |
| --------------- | --------------- | --------------- | ---------- | ---------- | --------------- | --------------- | --------------- | ------------------ | ------------------ | ------------------ | ----------- | ----------- | ----------- | ------ | ------ |
| 2022-gen. 2023  | Cardiff City    | FLC             | 0          | 0          | FACup+CdL       | 1+1             | 0               | -                  | -                  | -                  | -           | -           | -           | 2      | 0      |
| gen.-giu. 2023  | York City       | NAT             | 6          | 0          | FACup           | 0               | 0               | -                  | -                  | -                  | FAT         | 1           | 0           | 7      | 0      |
| 2023-2024       | Cardiff City    | FLC             | 36         | 2          | FACup+CdL       | 1+3             | 0               | -                  | -                  | -                  | -           | -           | -           | 40     | 2      |
| 2024-2025       | Cardiff City    | FLC             | 14         | 1          | FACup+CdL       | 0+1             | 0               | -                  | -                  | -                  | -           | -           | -           | 15     | 1      |
| Totale carriera | Totale carriera | Totale carriera | 56         | 3          |                 | 7               | 0               |                    | -                  | -                  |             | 1           | 0           | 64     | 3      |